# Lepsényi Miklós József
Lepsényi Miklós József (Lovasberény, 1860. március 26. – Nógrádszakál, 1924. március 28.) római katolikus lelkész és országgyűlési képviselő.

## Élete
A gimnáziumot Székesfejérvárt végezte; 1876-ban a szent Ferenc-rendiek szerzetébe lépett; a bölcseletet Nagyszombatban, a teologiát Pozsonyban végezte. 1882. szeptember 28-án miséspappá szenteltetett fel. Mint hitszónok működött Szentantalon (Pozsonym.), Andocson (Somogym.) és Pozsonyban. 1894-ben Vaszary Kolos bíboros hercegprímás az esztergomi egyházmegyébe vette át. 1896-ban néppárti programmal megválasztatott országgyűlési képviselőnek; a naplóbiráló bizottság tagja volt. A néppárt egyik alapítója; 1895 februárjában királysértés címén hat hónapi államfogházra ítélték, melyet júniustól novemberig állott ki. 1896-ban országgyűlési képviselő volt Katolikus Néppárti programmal a letenyei kerületben. 1900-ban Nógrádszakálon lett plébános.
A Hittudományi Folyóirat munkatársa volt.

## Művei
- Válasz Masznyik Endre úrnak Luther élete czímű munkájára. A protestantismus vádjai a katholicizmus ellen; szerzői, Pozsony, 1888. Három füzet (2. kiadás. Uo. 1888-89. 12 füzet. Németül. Uo. 1888)
- Szent beszédek az év minden vasár- és ünnepnapjára. Uo. 1888
- Alkalmi szent beszédek. Uo. 1891 (Ism. Magyar Sion 786. 1.)

Alapította 1889. jan. a Katholikus Hitvédelmi Folyóiratot, melyet 1893-ig szerkesztett, ezentúl kiadó-tulajdonosa maradt; 1891-től 1896-ig szerkesztette a Jó Pásztor c. folyóiratot; 1892-ben megindította a Magyar Néplap c. kath. politikai hetilapot és 1894. okt. a Krestan cz. tót politikai hetilapot (a két utóbbit Németh Gellérttel szerkeszti), 1897-ben a Christiches Volksblattot. Országgyűlési beszédei a Naplókban vannak.